# Paspalum conspersum
Paspalum conspersum är en gräsart som beskrevs av Heinrich Adolph Schrader. Paspalum conspersum ingår i släktet tvillinghirser, och familjen gräs. Inga underarter finns listade i Catalogue of Life.